# 鄧氏蕙
鄧氏蕙（越南语：／，？—1784年）是越南鄭阮紛爭時期鄭主鄭森的王妃。她是鄭檊的生母。
鄧氏蕙是京北扶董（今屬北寧省）人，為平民家庭出生，後進入鄭主的王宮，成為婕妤陳氏詠的婢女。後來鄭森偶遇見她，日漸寵倖，生下一子鄭檊，因此被冊封為宣妃。鄭檊成為鄭森最為寵愛的兒子，鄧氏蕙希望讓兒子取代世子鄭棕之位，群臣亦分為支持鄭棕和支持鄭檊兩個派系。鄧氏蕙與暉郡公黃素履（黃廷寶）互相支持。
鄧氏蕙請求讓自己的弟弟鄧茂麟迎娶玉蘭公主鄭氏玉栓，得到鄭森的許可。鄧茂麟性格殘暴，鄭森得知後，派內差史忠前去保護公主，不許鄧茂麟侵犯公主。鄧茂麟大怒殺害了史忠。鄭森派兵逮捕了鄧茂麟，但在鄧氏蕙的求情下赦免了他死罪，將其流放邊疆。
1780年，鄭森廢黜了鄭棕的世子之位，改立鄭檊為世子。鄭棕得知鄭森生病，陰謀發動政變。但被鄭森得知，將其廢為季子並囚禁。1782年鄭森去世後，鄭檊繼位，尊鄧氏蕙為太妃，以黃廷寶輔政。由於鄭檊年幼多病，許多大臣不滿。不久，三府軍發動政變，殺死黃廷寶，擁立鄭棕為王。鄧氏蕙驚惶地改換衣服藏匿在後宮中，棪郡公阮棪抱鄭檊出居別宮。慈澤太妃阮氏玉焰派人將她找了回來。鄭檊被降封恭國公，不久死去。鄧氏蕙被太妃楊氏玉歡逮捕，進行羞辱，但她拒絕屈服。隨後，她被送去給鄭森守陵。她日日夜夜哭泣，後來在鄭森去世一週年的時候服毒自殺。